# Coprinellus bisporiger
Coprinellus bisporiger es una especie de hongo en la familia Psathyrellaceae. Fue descripto por primera vez en 1976 por el micólogo P.D. Orton, y posteriormente fue transferido al género Coprinellus en 2001.